# Cupania crassifolia
Cupania crassifolia är en kinesträdsväxtart som beskrevs av Ludwig Radlkofer. Cupania crassifolia ingår i släktet Cupania och familjen kinesträdsväxter. Inga underarter finns listade i Catalogue of Life.